# Wilhelm Sjöberg
Lars Wilhelm Sjöberg, född 31 juli 1911 i Gustav Vasa församling i Stockholm, död 11 mars 2011 i Ystads församling, var en svensk redaktör och författare. 
Sjöberg, som var son till faktor Wilhelm Sjöberg och Sigrid Andersson, avlade realexamen i Ystad 1928. Han blev sportredaktör i Ystads Allehanda 1933, redaktionssekreterare 1947 och var politisk redaktör där 1955–1976. Han invaldes i Ystads stadsfullmäktige 1951 som representant för Folkpartiet, samt var vice ordförande kulturnämnden, valberedningen och huvudman i Ystads sparbank. Han tilldelades Ystads kommuns kulturpris 1984.